# شون غايل
شون غايل (بالإنجليزية: Shaun Gayle)‏ هو لاعب كرة قدم أمريكية أمريكي، ولد في 8 مارس 1962 في نيوبورت نيوز في الولايات المتحدة.

## وصلات خارجية
- شون غايل على موقع مرجع كرة القدم المحترفة.كوم (الإنجليزية)
- شون غايل على موقع IMDb (الإنجليزية)
- شون غايل على موقع ميوزك برينز (الإنجليزية)
- شون غايل على موقع قاعدة بيانات الفيلم (الإنجليزية)